# تقرير الفساد العالمي
تقرير الفساد العالمي هو أحد الإصدارات البارزة لمنظمة الشفافية الدولية، حيث تجمع الخبراء من جميع أنحاء العالم لمناقشة الفساد وتحليله في قطاع معين. وقد ركزت معظم التقارير الأخيرة على الفساد في تغير المناخ والقطاع الخاص والمياه والقضاء. وكان تقرير عام 2013 هو الإصدار الحادي عشر له. حيث بدأ عام 2001 باعتباره مجرد مجموعة من البحوث حول الفساد العالمي. ولكن منذ عام 2003، ازداد ليصبح تقريرًا تم تخصيصه لتقديم معلومات وحلول للفساد في مختلف المجالات. ويركز التقرير القادم عن الفساد في التعليم وسيصدر في 1 أكتوبر 2013.

## الهدف
يعد الفساد قضية أخلاقية وقانونية عالمية، وتُعرفه منظمة الشفافية الدولية بأنه إساءة استعمال السلطة الموكلة لتحقيق مكاسب خاصة. ويهدف تقرير الفساد العالمي إلى جذب انتباه العالم إلى موضوع الفساد والمساعدة في محاربته. كما أنه مصمم كأداة تساعد واضعي السياسات والجمهور في تغيير السلوك الفاسد من خلال توفير المبادئ التوجيهية والتوصيات الواردة في التقرير. ويستخدم تقرير الفساد العالمي مصادر معلومات مختلفة من بينها خبراء وناشطون، فضلاً عن البحوث الحديثة، من أجل تقديم التطورات الأخيرة في الفساد. ويتناول التقرير أيضًا الاتجاهات الدولية والإقليمية، ويسلط الضوء على القضايا المهمة ويستخدم مؤشر دافعي الرشوة ومؤشر الفساد كدليل تجريبي على الفساد. ويقدم التقرير تقييمًا للفساد داخل أكثر من 30 دولة، فضلاً عن نتائج البحوث ووجهات النظر، كما أنه مصمم بحيث يقدم الفائدة لمجموعة واسعة من القراء. ويتضمن هذا واضعي السياسات والصحفيين والمعلمين والطلاب والجمهور العام.
ويركز التقرير كل عام على قطاع معين، ويدرس مدى انتشار الفساد في هذا القطاع حول العالم. ومن خلال التركيز على قطاع واحد، يؤكد التقرير بشدة على خطورة الفساد والحاجة إلى تنفيذ التغيير. كما أنه يشدد على مدى تأثير الفساد في هذا القطاع على الشعب واقتصاد تلك البلدان المتضررة. ويساعد التقرير على كشف ما قد تنقصه سياسات تلك الدول، ويشجعها على وضع سياسات وعمليات أفضل. ومن خلال استعراض السياسات المتعلقة بقطاع واحد، فقد يشجع هذا واضعي السياسات على مراجعة القطاعات الأخرى وتنفيذ تغيير جذري.

## أمثلة
في التقارير السابقة، ركز تقرير الفساد العالمي لعام 2007 على الفساد القضائي وأثره على نظام العدالة ككل. كما قيَّم أيضًا الضغوط التي يمارسها السياسيون والمجتمع والظروف الاقتصادية على القضاة والمحاكم. واستعرض التقرير أماكن وأسباب حدوث الفساد في النظام القضائي. كما قدم تفاصيل عن الجهود المبذولة للحد من الفساد القضائي، وكذلك توصيات للمشاركين بالنظام القضائي لتجنب الفساد في بلادهم والقضاء عليه. وقد أكد تقرير عام 2007 على حاجة النظم القضائية أن تبقى «نظيفة» وأن تحافظ على النزاهة وتحمل المسؤولية والشفافية. ومن خلال ذلك فقط، يمكن للسلطة القضائية العمل دون تأثير غير ملائم، وتضمن للإنسان حقه الأساسي في الحصول على محاكمة عادلة.
بينما ركز تقرير الفساد العالمي لعام 2006 على الفساد في القطاع الصحي، وكيف يمكن أن يكون المال العام محفزًا للفساد. كما ناقش الفساد في السلسلة الصيدلانية، وكذلك في إدارة المستشفى، في حين أنه سلط الضوء على مختلف أشكال الفساد التي تحدث في قطاع الصحة في جميع أنحاء العالم. فضلاً عن أنه قدم وجهات النظر بشأن شعوب الدول المتضررة من هذا الفساد وتأثير ذلك على صحتهم. وركز تقرير الفساد العالمي لسنة 2005 على الكيفية التي يقوض بها الفساد في قطاع البناء وقطاع الإعمار بعد انتهاء نزاعات التنمية الاقتصادية. وقد تضمن هذا التقرير التركيز بشكل خاص على العراق وإعادة البناء الضرورية بعد الحرب. كما استعرض التقرير أيضًا التكلفة الاقتصادية والأثر البيئي للفساد على صناعة البناء والتشييد. وشمل تمويل الفساد، مع نظرة محددة إلى المصارف الإنمائية المتعددة الأطراف ووكالات اعتمادات التصدير في جميع أنحاء العالم. وركز تقرير 2004 على الفساد السياسي، وكيف يلعب التمويل السياسي والحزبي دورًا مؤثرًا على مستويات الفساد على الصعيد العالمي. ويتناول التقرير دور الإفصاح في الوقاية من الفساد في القطاع السياسي، فضلاً عن مناقشة مساهمات الشركات وشراء الأصوات والعقبات القانونية التي يواجهها السياسيون.
ولم تُصمم تقارير الفساد العالمي لمجرد التأكيد على مدى الفساد وكيف يؤثر على العمليات. بل لتوضح أيضًا كيف يمكن للإصلاحات والنشاط أن يساعد في علاج نظام يشوبه الفساد. وتتسم التقارير بوجود مجموعة واسعة من المساهمين الذين يقدمون آراء من مختلف وجهات النظر ومستويات الخبرة في التعامل مع الفساد. وهو ما يساعد في الحفاظ على الموضوعية في التقرير، ويضمن ألا يكون بمثابة إعلان لمصالح الشفافية الدولية في القضاء على الفساد. ففي الوقت الذي يكون فيه من الواضح في جميع التقارير أن الهدف الأساسي هو المساعدة في وقف الفساد الذي يحدث في جميع أنحاء العالم، فإن تقارير الفساد العالمي ليست مجرد دعاية.

## الإتاحة
تتوفر جميع تقارير الفساد العالمي عن طريق التحميل من موقع منظمة الشفافية الدولية أو عن طريق طلبها من منظمة الشفافية الدولية. وهو ما يتيح لأي شخص من جميع أنحاء العالم الوصول إلى التقارير، ويضمن أن تكون أحدث البحوث والتطورات والمبادئ التوجيهية متاحة للعالم في جميع الأوقات. وبإتاحة التقارير بسهولة، فإن هذا يعني أن أي فرد في أي جزء من العالم يمكنه تقييم حالة الفساد داخل بلاده. وهذه هي الخطوة الأولى في إحداث التغيير أو تشجيع البلدان على الاستمرار في العمل في بيئة خالية من الفساد.

## وصلات خارجية
- http://www.transparency.org
- The Global Corruption Report: Climate Change (2011) can be downloaded here:
- http://www.transparency.org/research/gcr/gcr_climate_change
- The Global Corruption Report: Private Sector (2009) can be downloaded here:
- http://www.transparency.org/research/gcr/gcr_private_sector
- The Global Corruption Report: Water (2008) can be downloaded here:
- http://www.transparency.org/research/gcr/gcr_water_sector
- The Global Corruption Report: Judiciary (2007) can be downloaded here: (PDF file)
- http://www.transparency.org/content/download/19093/263155 نسخة محفوظة 3 سبتمبر 2010 على موقع واي باك مشين.
- The Global Corruption Report: Health (2006) Report can be downloaded here (PDF file 6.3mb):
- http://www.transparency.org/content/download/5025/29497/file/GC2006_00_part1_2_3.pdf نسخة محفوظة 23 فبراير 2010 على موقع واي باك مشين.